# Česká mincovna
Česká mincovna, a.s. je soukromá společnost (nejedná se o státní podnik), sídlící v Jablonci nad Nisou. Založena byla v roce 1993 po rozpadu československé federace, kdy vyhrála výběrové řízení na dodavatele oběžných mincí pro nově vznikající samostatnou Českou republiku. Svým vznikem navázala na dlouholetou tradici ražby mincí na území Čech, Moravy, Slezska a Slovenska. Po celou dobu své existence je výhradním dodavatelem oběžných a pamětních mincí pro potřeby České národní banky. Je tedy jedinou tuzemskou mincovnou oprávněnou razit mince pro centrální banku. Na svém kontě má také ražbu oběživa pro zahraniční centrální banky, konkrétně např. pro Moldavsko, Arménii, Venezuelu, Spojené arabské emiráty, nebo Libanon. Kromě toho provádí vlastní emisi pamětních medailí, replik historických mincí, žetonů a medailonků. 
Nabízí také službu „Zlaté spoření", která má formu pravidelného měsíčního spoření do fyzického zlata, nebo stříbra, čímž nabízí účinné řešení v boji proti inflaci.
Česká mincovna rozvíjí jak vlastní výrobu, tak i vlastní obchodní činnost. Výrobní provoz mincovny je vybaven moderními lisy značky Gräbener jak pro výrobu oběživa, tak pro pamětní ražby, dále je provoz vybaven vlastní nástrojárnou. Mincovna má tedy zcela pod kontrolou výrobu svých razidel. Polotovary pro výrobu oběživa i pro pamětní ražby jsou nakupovány v zahraničí u renomovaných evropských výrobců, neboť tuzemská výroba neexistuje. Roční výrobní kapacita je dimenzována na 500 milionů kusů oběžných mincí a 300 tisíc kusů pamětních mincí. Od roku 2002 je společnost držitelem certifikátu systému managementu jakosti ISO 9001:2000 od auditorské firmy Lloyd’s Register Quality Assurance. Mincovna provozuje prodejny v Praze, v Brně a v Jablonci nad Nisou a také specializovaný internetový obchod. V roce 2018 měla 85 zaměstnanců, jejím vlastníkem je česko-švýcarské konsorcium Monetica. 
24. června 2020 byla slavnostně otevřena první zahraniční pobočka a prodejna Česká mincovna SK, s.r.o. v Bratislavě. Při otevření prodejny byla prezentována pamětní medaile Zuzany Čaputové k prvnímu výročí převzetí prezidentského úřadu. Medaile byla vyrobena Mincovňou Kremnica, jež je slovenským partnerem České mincovny.
Česká mincovna úzce spolupracuje s jabloneckou Uměleckoprůmyslovou školou, na které se vyučuje obor ražená medaile a mince. Řada odborníků působících v mincovně je jejími absolventy. Na tvorbě výtvarných návrhů pro medaile a mince se pak podílí uznávaní umělci a medailéři, kteří jsou buď absolventy této školy, nebo na ní přímo působí v pedagogickém sboru.
Věnuje se také charitativní činnosti. Pravidelně spolupracuje s Českým červeným křížem a složkami Mezinárodního červeného kříže, kterému poskytuje část výdělku z prodeje mincí a medailí.  Během pandemie covidu-19 a návazně i během války na Ukrajině spustila Česká mincovna projekt „Děkujeme", tedy speciální sérii pamětních medailí, z jejichž prodeje věnuje část výdělku  Fondu humanity Českého červeného kříže.

## Emisní plán
Každoročně na podzim vydává Česká mincovna emisní plán, který shrnuje všechny ražby pro následující rok. Slouží především sběratelům, kteří podle něj plánují nákup sběratelského materiálu. Obsahuje jak ražby pamětích medailí (komerční ražba ČM), ražby dárkových předmětů (komerční ražba ČM, bez sběratelského potenciálu – většinou medaile a medailonky k různým životním událostem), tak ražby pamětních mincí (ražba ČM, vydává a distribuuje ČNB).

## Oběžné mince České republiky
Česká mincovna je v současné době jediným subjektem, který je oprávněn k ražbě oficiálního platidla České republiky v nominálních hodnotách 50, 20, 10, 5, 2 a 1 Kč. Historicky se úplně první mince pro Českou republiku razily v Kanadě a Německu a to z důvodu co nejrychlejší výroby mincí po rozpadu Československa. Následně se ještě během roku 1993 přesunula jejich výroba do jablonecké České mincovny, kde se razí dodnes. Zajímavostí je, že první oběžnou mincí vyrobenou v České republice byl padesátník. Od roku 1996 je Česká mincovna výhradním dodavatelem veškerých oběžných i pamětních mincí České republiky. 

## Mince
Zprvu razila Česká mincovna pouze oběžné mince, záhy však byly do jejího portfolia zařazeny pamětní mince pro Českou národní banku. V roce 1994 byly vyraženy první stříbrné pamětní mince v nominální hodnotě 200 Kč, o rok později se začaly razit první zlaté pamětní mince v nominální hodnotě 1 000 Kč, 2 500 Kč, 5 000 Kč a 10 000 Kč. V roce 2001 začala mincovna pro Českou národní banku razit sérii deseti zlatých pamětních mincí v nominální hodnotě 2 000 Kč. Ražba byla rozložena do pěti let a věnována byla českým architektonickým památkám. Počínaje rokem 2001 se emise zlatých mincí stanovuje pravidelně v pětiletých cyklech. V letech 2006 – 2010 razila mincovna sérii věnovanou kulturním památkám technického dědictví. V pořadí třetí série série pro roky 2011 – 2015 se týká významných mostních staveb na území České republiky, medaile jsou půluncové a mají nominální hodnotu 5 000 Kč. V těchto letech plánuje ČNB nově razit stříbrné pamětní mince v nominální hodnotě 500 Kč a uncové zlaté pamětní mince v nominální hodnotě 10 000 Kč věnované mimořádným českým výročím. Konkrétně se jedná o výročí 800 let od udělení Zlaté buly sicilské českému panovníku Přemyslu Otakarovi I. a výročí 600 let od upálení Mistra Jana Husa. Všechny emise jsou k dispozici v kvalitách standard a proof.
Kromě pamětních mincí jsou součástí nabídky České mincovny sady oběživa věnované široké škále témat. Jedná se například o sady věnované krajům České republiky, každoročně vydávané výroční sady, nebo například sada oběživa k narození dítěte. Tyto mince lze pořídit jak u České mincovny, tak u řady autorizovaných prodejců

## Medaile
Vlastní emisní činnost nabývá na významu během druhé poloviny devadesátých let. Od této doby Česká mincovna upevňuje své postavení nejvýznamnějšího výrobce pamětních medailí na českém trhu. Tématy emisí jsou nejčastěji politické, sportovní, či kulturní události z historie i ze současnosti, výročí významných osobností, nebo kulturní a technické památky. Primárně jsou zařazována témata vázaná k České republice, výjimkou však nejsou ani ražby věnované tématům světovým (např. medaile s portrétem Johna Fitzgeralda Kennedyho, Sigmunda Freuda, medaile k příležitosti uvedení společné Euroměny a další). Mincovna razí také repliky historických platidel. Na trh uvádí každoročně jednu zlatou a jednu stříbrnou medaili - repliky mincí platných v minulosti na území České republiky. Jsou jimi například Pražský groš, nejslavnější česká mince, nebo Jáchymovský tolar, od kterého byl později odvozen název pro nejpoužívanější světovou měnu Americký dolar. Nejdražším výrobkem je zlatá investiční medaile o hmotnosti jednoho kilogramu, cena v době emise v roce 2011 činila 1 200 000 Kč. Každoročně je emitováno omezené množství těchto medailí. Společným tématem jsou významné osobnosti vyobrazené na českých bankovkách, v roce 2010 to byla medaile s portrétem Tomáše Garrigue Masaryka, v roce 2011 s portrétem Emy Destinnové. Autorem výtvarných předloh je stejně jako u českých bankovek Oldřich Kulhánek, renomovaný český malíř, grafik a ilustrátor.
Pro nesběratelskou veřejnost nabízí mincovna medaile k významným životním událostem – zlaté a stříbrné svatební dukáty resp. tolary, zlatý dukát k narození dítěte a další. Dále je distributorem investičního zlata v podobě zlatých cihel.

## Ocenění
Za svou relativně krátkou historii získala Česká mincovna a její výrobky řadu prestižních ocenění. V roce 1993 byla časopisem World Coin News a nakladatelstvím Krause Publications vyhlášena bimetalová padesátikoruna s motivem Prahy nejkrásnější oběžnou mincí roku. V roce 1999 byla ve stejné soutěži vyhlášena pamětní mince v hodnotě 10 000 Kč ze sady Karel IV. s motivem založení Nového Města pražského nejkrásnější zlatou mincí roku. V roce 2003 byla České mincovně udělena na mezinárodním veletrhu v Basileji cena „Vreneli Preis“ za přínos v rozvoji numismatiky 2003 v kategorii mezinárodních mincoven.
Česká mincovna drží několik prvenství. Jako první v Evropě a druhá na světě (pouhé dva měsíce po Royal Canadian Mint) použila ve spolupráci s českou centrální bankou hologram jako výtvarný prvek mincovní plochy. Konkrétně se jednalo o stříbrnou pamětní minci k příležitosti nového tisíciletí, na které je hologram ražen na zlaté inleji. Tento počin získal v roce 2000 velké uznání odborníků na světové mincovní konferenci v australském hlavním městě Canberra. Dalším unikátem je největší platinová medaile na světě, kterou razí Česká mincovna od roku 2009. Emise jsou pravidelně věnovány významným českým sakrálním stavbám – Katedrále sv. Víta v Praze, Chrámu sv. Barbory v Kutné Hoře a pro rok 2011 Bazilice Nanebevzetí Panny Marie a sv. Cyrila a Metoděje ve Velehradě.
V roce 1998 se Česká mincovna poprvé prezentovala samostatnou expozicí na mezinárodním veletrhu ve švýcarském Basileji, v současnosti se pravidelně zúčastňuje mezinárodního veletrhu v Berlíně a největšího tuzemského veletrhu věnovaného sběratelství – veletrhu Sběratel.

## Značka
Značka České mincovny se nachází na lícní či rubové straně všech výrobků a umožňuje jasnou identifikaci produktů společnosti. Na mincích a medailích z drahých kovů se navíc nachází příslušný punc, kterým je garantována ryzost materiálu. Na základě seriózní a dlouhodobé spolupráce s Puncovním úřadem je Česká mincovna oprávněna umísťovat puncovní značky přímo do razidel.
Česká mincovna používá tři značky. Všechny jsou nositelkami hodnot, o které se mincovna opírá, tedy kvality, umělecké hodnoty a významného podílu ruční práce u pamětních ražeb. První značka, písmeno „b“ s korunkou, odkazuje na původ mincovny, která byla založena jako samostatná výrobní divize tehdejší Bižuterie a.s. v Jablonci nad Nisou. Ta měla ve znaku písmeno „b“ jako bižuterie, korunka pak symbolizovala výjimečnost. Autorem této značky je akademický sochař Jiří Dostál. Po dohodě s Českou národní bankou se značka „b“ s korunkou používá u ražby oběžných mincí.
Druhou značkou je zkratka České mincovny, tedy písmena „ČM“. Ta se od roku 1994 používala pro všechny mince a medaile z drahých kovů, tj. ze stříbra, zlata a platiny. Počínaje rokem 2011 používá mincovna novou obchodní značku ve formě stylizovaných písmen „ČM“ s korunkou. Tato značka se je určena výhradně pro řadu medailí z drahých kovů vlastní tvorby. Původní značka zůstává pro pamětní mince České národní banky a pro korporátní ražby jednotlivých zákazníků.

## Febiofest
Česká mincovna spolupracuje s několika institucemi a kulturními událostmi. Každoročně například pořádá anketu během filmového festivalu Febiofest, ve které je volena významná herecká osobnost, pro kterou je následně vyražena pamětní medaile. V roce 2015 byl v této anketě zvolen Rudolf Hrušínský, následující rok poté Vladimír Menšík, další rok Jiří Kodet.